# Sonderbund-háború

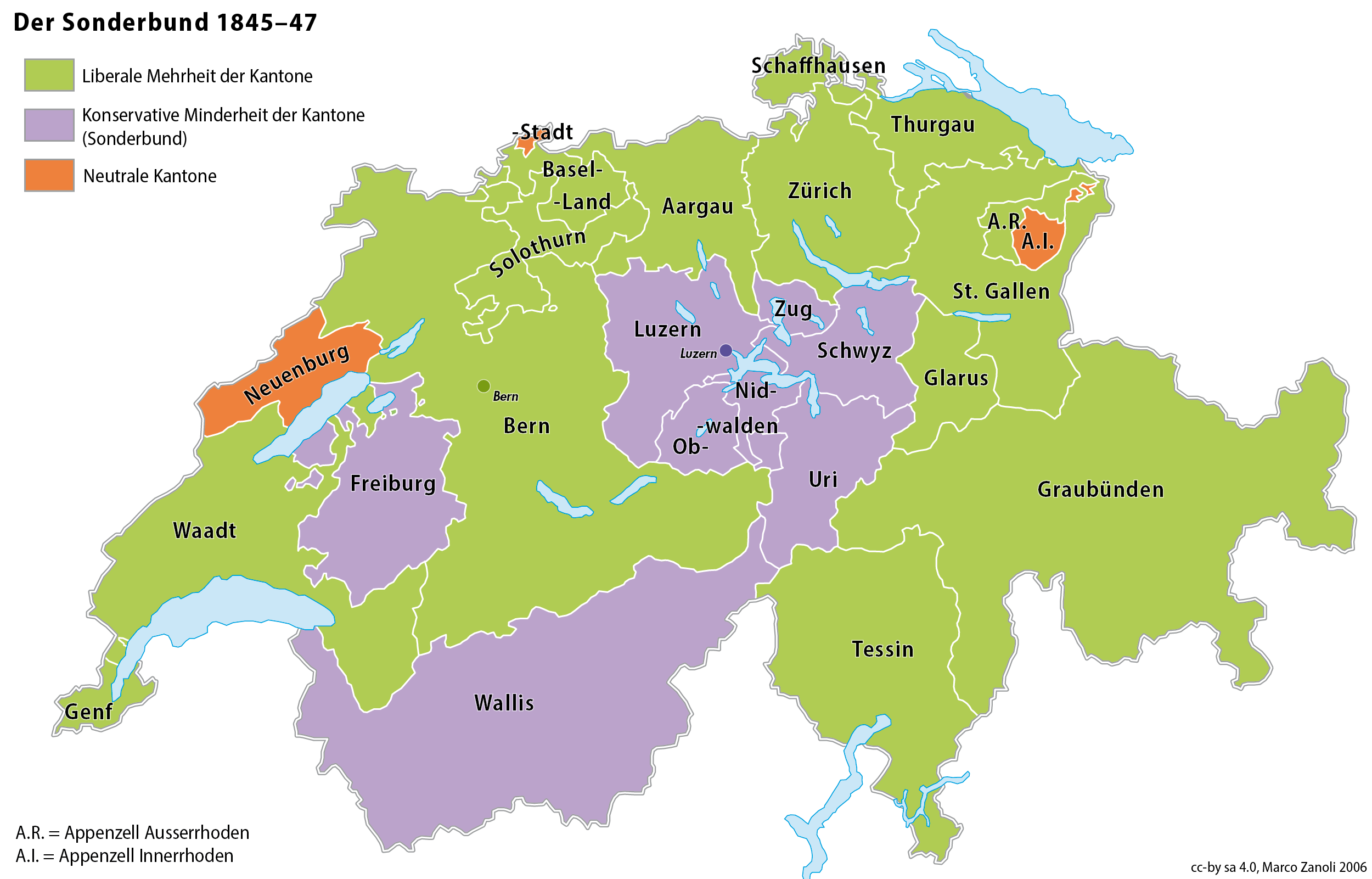
A Sonderbund-háború

A Sonderbund-háború (németül Sonderbundskrieg) svájci polgárháború volt, amely 1847 novemberében zajlott. A katolikus és politikailag konzervatív vezetésű kantonok a liberális szövetségi kormányzattal szemben létrehozták a Sonderbundot. A konföderáció kormánya az alkotmányra hivatkozva előbb politikailag, majd katonai erővel lépett fel a Sonderbund ellen. A Guillaume-Henri Dufour által vezetett konföderációs csapatok kevesebb mint egy hónap alatt és minimális veszteséggel lezárták a konfliktust, ami után 1848-ban új szövetségi alkotmányt fogadtak el. 

## Előzmények
Az 1840-es évek elején a protestáns, városi kantonokban erős Radikális Párt, valamint a liberálisok többsége jutottak Svájc Szövetségi Gyűlésében (Tagsatzung). Szerettek volna egy új szövetségi alkotmányt elfogadtatni, amely amellett, hogy centralizáltabb államot hozott volna létre, védte volna a svájci kereskedelmet és egyéb reformokat léptetett volna életbe. A szegényebb, kevésbé iparosodott katolikus kantonok ellenezték a liberális alkotmányt és a politikai feszültséget csak tovább szította a fellángoló felekezeti konfliktus. 1841-ben Aargauban betiltották a szerzetesrendeket és elkobozták birtokaikat, mire válaszul Luzern kantonban visszahívták a jezsuitákat az oktatási intézmények élére; mire felfegyverzett radikálisok (Freischärler) betörtek a kantonba. A feszült belső helyzetben a katolikus kantonok létrehozták védelmi szövetségüket, a Sonderbundot ("Különszövetség"), melyhez Luzern, Fribourg, Wallis, Uri, Schwyz, Unterwalden és Zug csatlakozott. A szintén katolikus Ticino és Solothurn azonban kívül maradt. 
Mikor a Sonderbund léte 1846 nyarán napvilágra került, októberben a radikális többségű Tagsatzung felszólította őket, hogy mivel a kantonok különálló szerveződését az 1814-es alkotmány 6. paragrafusa egyértelműen tiltotta, oszlassák fel a szervezetet. A Sonderbund-tagok a határozatot illegálisnak tekintették és megtagadták a végrehajtását. A konföderációs kormányzat erre összehívta a kantonok közös hadseregét, melybe Neuchâtel és Appenzell Innerrhoden kantonokon (és természetesen a Sonderbundon) kívül valamennyi kanton delegált csapatokat és melynek létszáma elérte a 10 ezer főt. 

## Háborús előkészületek

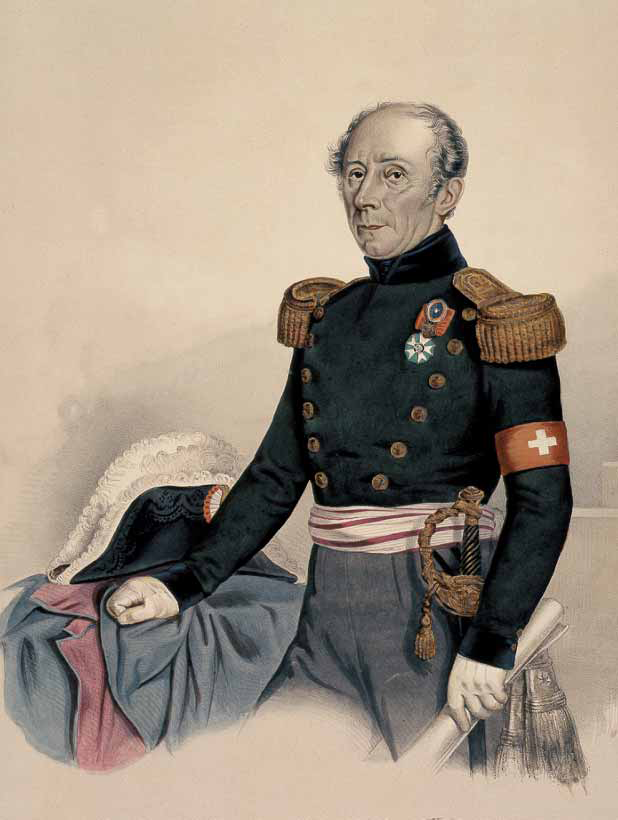
Guillaume-Henri Dufour, szövetségi főparancsnok

A Sonderbund hosszas viták után (miután külföldi katonák neve is felmerült, illetve a wallisi Guillaume de Kalbermatten nem vállalta) főparancsnoknak a graubündeni Jean-Ulrich de Salis-Soglio ezredest választotta. Salis-Soglio protestáns volt ugyan, de politikailag határozottan a konzervatív unió pártjára helyezkedett. A kantonokban (Luzern és Fribourg kivételével) népgyűléseken kérték ki a polgárok engedélyét a kantoni hadseregek mobilizációjára, melyekre még októberben sor került.  
A Szövetségi Gyűlés október 21-n a genfi Guillaume-Henri Dufourt választotta a közös hadsereg élére, aki még Napóleon alatt kezdte a katonáskodást. Dufour hat hadtestparancsnokát fele-fele arányban választotta a radikálisok és konzervatívok közül. Október 30-án a Gyűlés elrendelte a hadsereg mozgósítását, november 4-én pedig azt, hogy katonai erővel hajtja végre a Sonderbund felszámolására irányuló korábbi döntését. 
A Neuchâteli Hercegség és Appenzell Innerrhoden nagyszámú katolikus polgárára való hivatkozással semlegesnek nyilvánította magát a konfliktusban és megtagadta csapatainak mobilizálását. Vaud emiatt a Sonderbund titkos támogatásával vádolta meg Neuchâtelt és több incidensre is sor került, például egy gőzhajójuk lefoglalására a vaudi katonák által. A feszültséget végül sikerült politikai úton megoldani, és IV. Frigyes Vilmos porosz király, aki egyben Neuchâtel hercege is volt, megígérte, hogy semleges marad. Basel-Stadt kanton is vonakodott csapatait a konföderáció rendelkezésére bocsátani, de végül november 6-án, két nappal az összecsapások elkezdése után beadta a derekát. 

## A háború menete

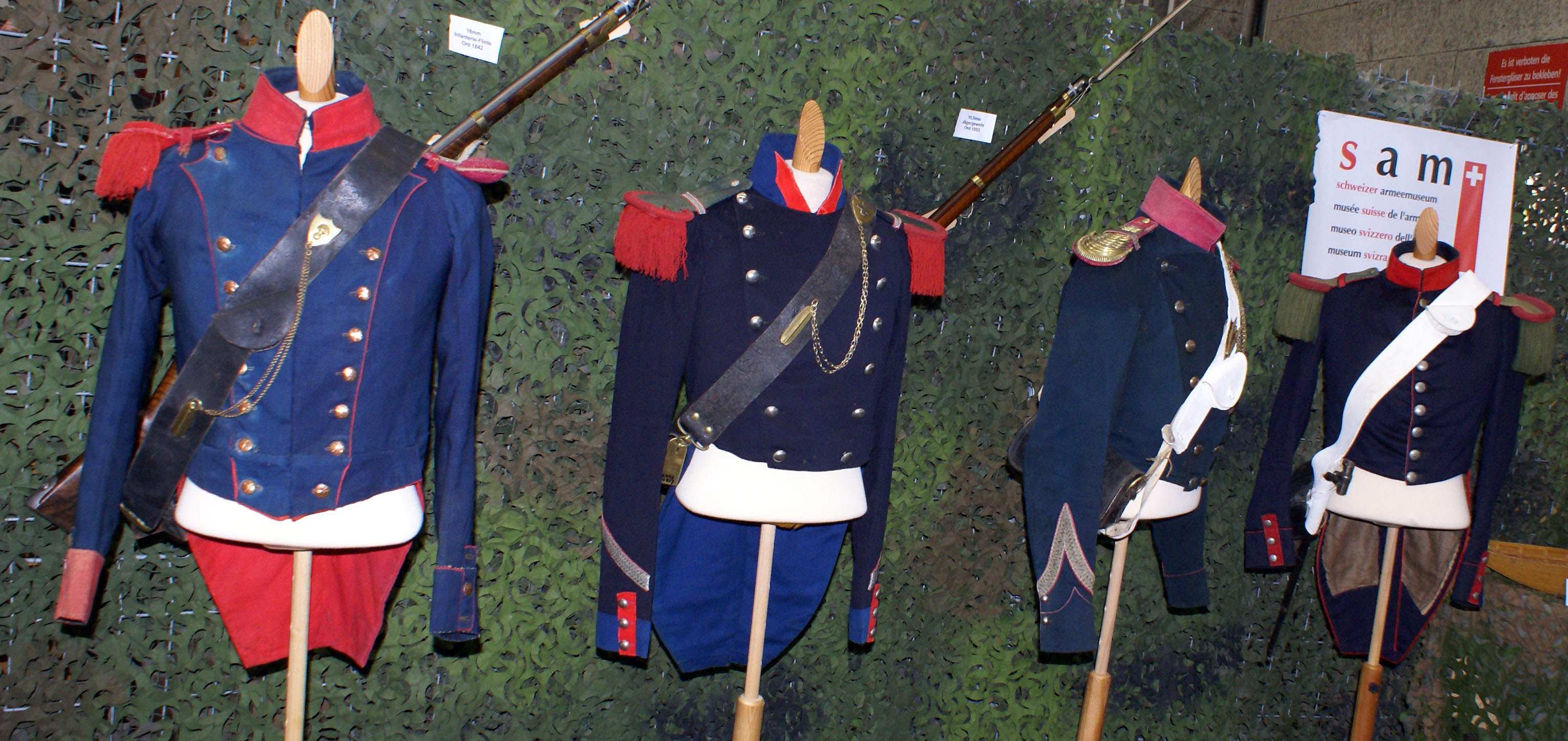
Svájci egyenruhák a háború idején

Elsőként a Sonderbund lépett; november első napjaiban csapatai megszállták a védelem nélküli Szent Gotthárd-hágót. A diadalmas újságcikkek ellenére azonban nem sikerült elvágniuk egymástól a ticinói és graubündeni kormánycsapatokat (utóbbiakat a felkelők főparancsnokának testvére, Eduard de Salis-Soglio vezette), mert azok a Szent Bernát-hágón át kapcsolatban maradtak. A háború első halálos áldozatai november 4-én estek el, amikor a ticinóiak lelőttek egy Uri-beli tisztet és egy közlegényt. 
November 7-én a Sonderbund erői a főparancsnok vezetésével offenzívát kezdeményeztek Aargau Freienamt régiójába, hogy kettévágják a szövetségi hadsereget és megkönnyítsék a konföderációs területtel teljesen körbevett Fribourg helyzetét. Kisebb előrenyomulás után a zürichi Eduard Ziegler vezette kormánycsapatok visszaűzték őket Luzernbe. 

### A fribourgi offenzíva

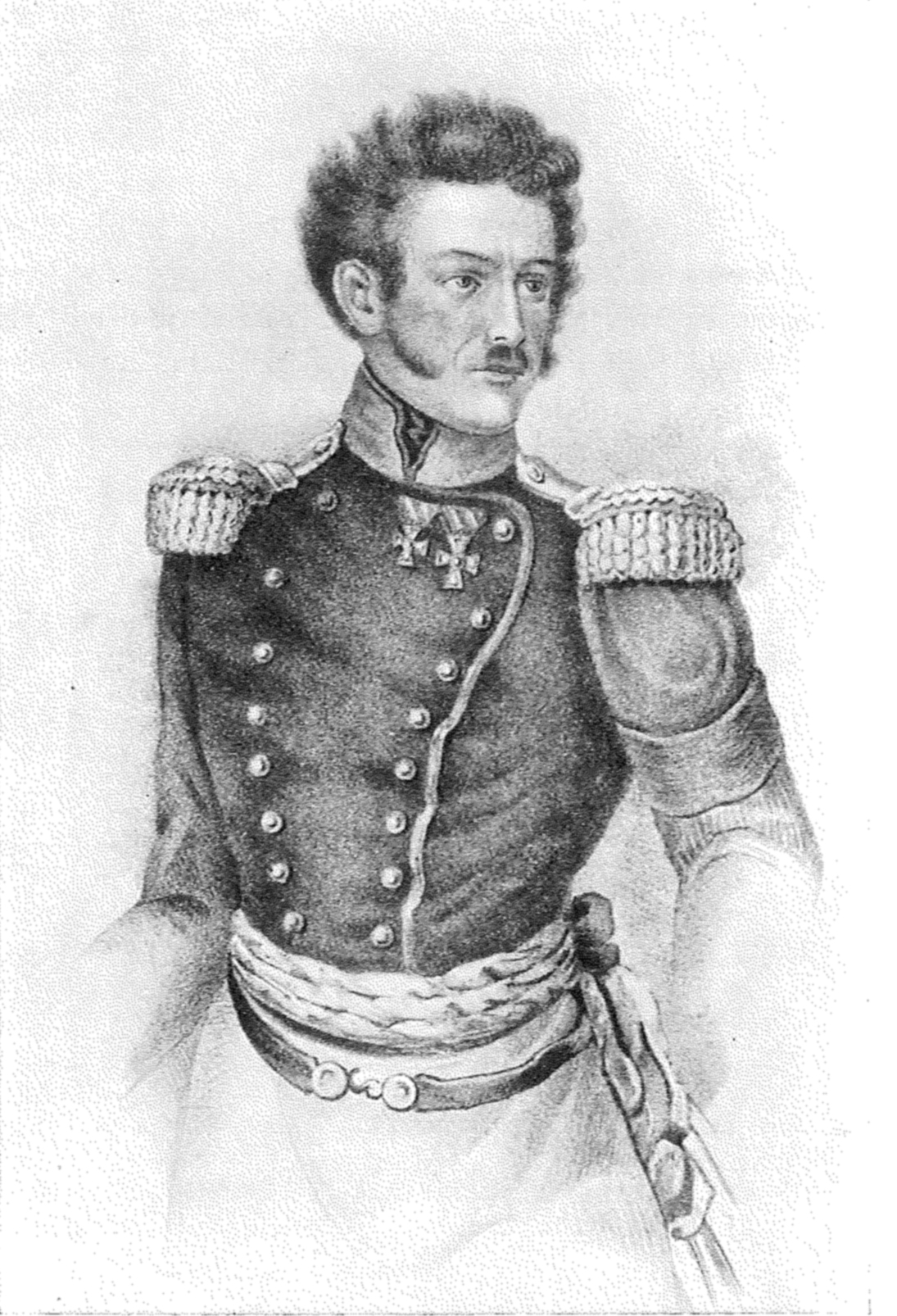
Johann-Ulrich von Salis-Soglio, a Sonderbund erőinek parancsnoka

November 9-én Dufour megindította a konföderáció első akcióját. A cél Fribourg kanton elfoglalása volt, amely egyrészt a legközelebb volt Bernhez, a fővároshoz; másrészt el volt vágva a többi felkelő kantontól így kisebb ellenállásra számított. Ezenfelül Fribourg megszállása után erőit Közép-Svájcra koncentrálhatta. 10-11-én ellenállás nélkül megszállták Fribourg két Vaud-beli enklávéját, a fribourgi csapatok pedig visszavonultak a kanton székhelyének (Fribourg városának) a védelmére.  
Míg Dufour a berni tartalékosok látványos felvonulásával elvonta a város védőinek figyelmét, hatvan ágyúját megfelelő pozícióba állította fel az ostromhoz. November 13-ának reggelén felszólította a fribourgiakat a megadásra, akik egynapos fegyverszünetet kértek az ajánlat megtárgyalására. Dufour elfogadta a kérést, de Bertigny erődjénél félreértett parancsok következtében a konföderációsok rövid tüzérségi párbajt követően megrohanták az erődítményt, ám 8 halott és 50 sebesült elvesztése után visszaverték őket. Másnap reggel a fribourgi tanács döntésének értelmében a lázadó kanton megadta magát. 
November 14-én este a Valais kanton úgy döntött, hogy offenzívát indít Vaud ellen, hogy enyhítse a fribourgiakra nehezedő nyomást, de a kapituláció híre még időben elért hozzájuk és Vaud helyett Ticino felé irányították csapataikat. 
A megadással Fribourg vállalta, hogy kilép a Sonderbundból, lefegyverzi katonáit és gondoskodik a megszálló konföderációs katonák ellátásról. Már november 15-én új kormányzatot választottak, melyben a radikálisok kerültek többségbe és amelynek első dolga volt, hogy a kantonból kiűzze a jezsuitákat. 
Az új fribourgi kormányzat felállása után Dufour keletnek, Közép-Svájc felé indult a seregével. A nyugat-svájci erőket a vaudi Louis Rilliet de Constantra bízta, de megtiltotta neki, hogy külön parancsa nélkül akciót kezdeményezzen Valais ellen. 
November 17-én a nidwaldeniekkel megerősített Uri kantonbeli csapatok behatoltak Ticinóba, ahol 21-éig elfoglalták Airolo, Faido és Biasca városokat, majd megálltak, hogy megvárják az erősítést. 

### A luzerni offenzíva

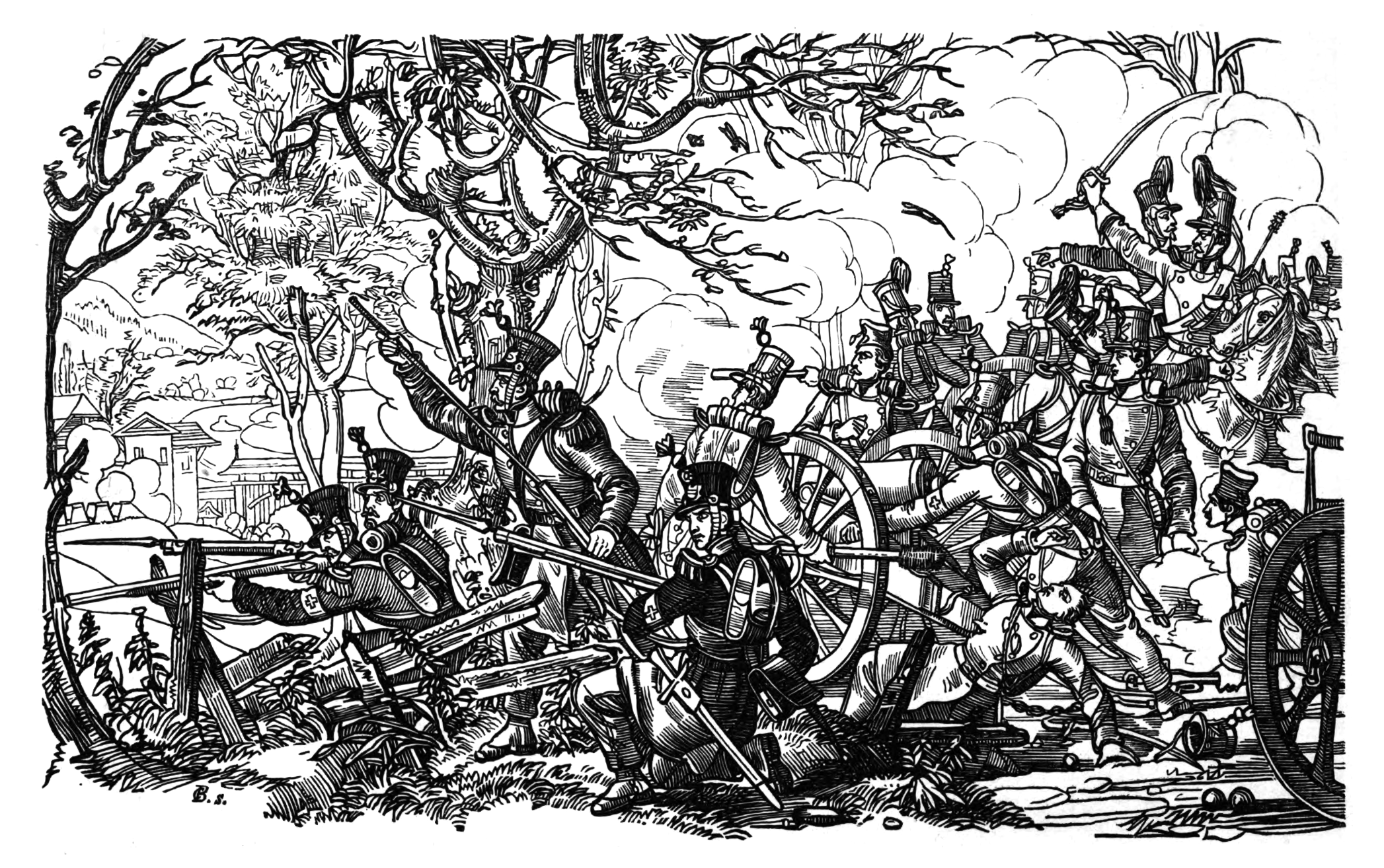
A gisikoni csata

Eközben Dufour Aargauban készítette fel csapatait a következő támadásra. A helyi arzenál felajánlotta, hogy katonáit felszereli Congreve-rakétákkal, amit a parancsnok elutasított, mondván: "amennyire lehetséges, el kell kerülni hogy ennek a háborúnak erőszakos jelleget adjunk, mert az csak ártana az ügyünknek". November 21-én Zug kanton gyűlése mindkét hadviselő fél meglepetésére nagy többséggel a kapituláció mellett döntött. A szövetségi katonák ellenállás nélkül, a lakosok ünneplése mellett foglalták el a kantont. 
A fő offenzíva november 23-án indult. A konföderációs erős a Reuss-folyó két partját követve, oldalról támogatva vonultak dél felé és Gisikon közelében találkoztak a Sonderbund katonáival, akik egy erdős dombon védelmi pozíciót vettek fel. A Sonderbund két rohamot visszavert, de a harmadik után – melyet maga Ziegler ezredes vezetett – visszavonultak Ebikonba. A lázadók parancsnoka, Salis-Soglio maga is megsebesült a fején egy felrobbanó tüzérségi lövedék miatt. 
A kétórás gisikoni csata az egész háború leghosszabb ütközete volt és a legvéresebb is a maga 37 halottjával és 100 sebesültjével. A mai napig ez az utolsó szabályos csata amit a svájci hadsereg vívott. Egyben ez volt a hadtörténelem első csatája, melyben előre kijelölt járműveket (zürichi önkéntesek és apácák által működtetett lovaskocsikat) állítottak fel a sebesültek ellátására. 
Szintén november 23-án Meierskappel közelében a szövetségi V. hadosztály visszaszorította a vitézül védekező schwyzi katonákat a Zugi-tó túlpartjára és elvágta őket a Sonderbund többi csapataitól. 
A konföderációs győzelmek hatására november 23-án este a luzerni vezetőség és a jezsuiták elhagyták a kanton székhelyét és Uriba menekültek. Dufour csapatai másnap reggel ellenállás nélkül masíroztak be Luzern városába. 
November 26-án a Sonderbund tanácsa Flüelenben feloszlott. 29-ig a szövetségi csapatok ellenállás nélkül bevonultak Unterwalden, Schwyz, Uri és végül Valais kantonokba. 
Valais 29-ei kapitulációjával a háború véget ért. A konfliktusnak konföderációs részről 78 halálos áldozata és 260 sebesültje volt; a Sonderbund veszteségei ennél is alacsonyabbak voltak.

## Következmények
A Sonderbundot támogató kantoni kormányzatok lemondtak és Fribourg, Luzern és Valais kantonokban a liberálisok jutottak hatalomra. Neuchâtel és Appenzell Innerrhoden jóvátételt fizetett, amiért megtagadták katonáik mozgósítását. 1848 februárjára a volt Sonderbund-kantonok megszállása véget ért. 
1848 szeptemberében elfogadták az új, részben az Egyesült Államok alkotmányát követő szövetségi svájci alkotmányt, amely véget vetett a kantonok korábbi szinte teljes függetlenségének és szövetségi állammá változtatta az országot. A kantonok továbbra is jelentős függetlenséget élveztek, de a szövetségi kormányzat magához vonta a külkereskedelmi szerződéseket, a vám- és postai szolgáltatást, a pénzkibocsátást és egységesítette a mértékegységeket. A jezsuitákat kitiltották Svájcból; ezen csak 1973-ban változtatott egy népszavazással megerősített alkotmánymódosítás. 

## Fordítás
- Ez a szócikk részben vagy egészben  a   Sonderbund War című angol Wikipédia-szócikk ezen változatának fordításán alapul.  Az eredeti cikk szerkesztőit annak laptörténete sorolja fel. Ez a jelzés csupán a megfogalmazás eredetét és a szerzői jogokat jelzi, nem szolgál a cikkben szereplő információk forrásmegjelöléseként.